# Аэрангис лимонно-жёлтый
Аэрангис лимонно-жёлтый  (лат. Aerangis citrata) — вид многолетних эпифитных травянистых растений семейства Орхидные.
Вид не имеет устоявшегося русского названия, в русскоязычных источниках обычно используется научное название Aerangis citrata.

## Синонимы
По данным Королевских ботанических садов в Кью:
- Angraecum citratum Thouars, 1822 basionym
- Aerobion citratum (Thouars) Spreng., 1826
- Angorchis citrata (Thouars) Kuntze, 1891
- Rhaphidorhynchus citratus (Thouars) Finet, 1907

## Распространение иэкологическиеособенности
Эндемик восточной части Мадагаскара.
Эпифит на стволах и ветвях деревьев во влажных лесах, на высотах от 0 до 1424 метров над уровнем моря.
Вечнозеленые влажные леса от 0 до 1500 метров над уровнем моря. Встречается только тенистых местообитаниях недалеко от водоемов.
Минимальная и максимальная температура воздуха (день\ночь) в Таматаве (Туамасина): 

Январь — 18-24\16-22°С

Февраль — 18-26\16-24°С

Март — 19-27\17-25°С

Апрель — 21-29\18-27°С

Май — 23-29\19-27°С

Июнь — 23-29\21-27°С

Июль — 23-30\22-28°С

Август — 23-29\22-27°С

Сентябрь — 22-28\22-26°С

Октябрь — 21-27\21-25°С

Ноябрь — 19-25\19-23°С

Декабрь — 18-24\17-22°С
Относительная влажность воздуха от 78-92% зимой, до 72-90% летом.
Осадки: от 8 мм, в декабре-феврале до 300 мм в июле .
Цветущие растения могут быть встречены круглый год, максимумом цветения в июле.
Aerangis citrata включен в Приложение II Конвенции CITES. Цель Конвенции состоит в том, чтобы гарантировать, что международная торговля дикими животными и растениями не создаёт угрозы их выживанию.

## Этимологияи история описания
Найден на Мадагаскаре ботаником Aubert du Petit-Thouars. Впервые описан в 1822 году под названием Angraecum citratum. К роду аэрангис этот вид был отнесён Rudolf Schlechter в 1914 году.
Английское название —  The Lemon-scented Aerangis.

## Биологическое описание
Миниатюрные моноподиальные растения.  

Стебель до 10 см длиной. 

Листья (до 9 шт), эллиптические, на концах заостренные и неравномерно двулопастные, от светло- до темно-зеленого цвета, глянцевые, длиной до 15 см, шириной до 3 см.  

Цветонос поникающий, 10 - 20 см у молодых растений и 40 см у зрелых растений, несет 12-30 цветков. Цветы открываются начиная от ближайших к основанию цветоноса, открытие всех цветов может занять несколько недель. Хорошо развитые растения могут образовывать до 5 цветоносов одновременно.

Цветки от бледно-жёлтых до белых, около 2 см в диаметре, с длинным, до 3 см шпорцем, имеют слабый лимонный аромат.  
 Поллиниев — 2.

## В культуре
Средняя дневная температура летом — 28-29°С, ночью около 18 °C. Зимой — 22-23 °C днем и 11-12°С ночью. Обширные районы распространения вида и диапазон высот над уровнем моря позволяют предположить, что Aerangis citrata могут адаптироваться к более высоким и более низким температурам, чем указанные выше.
Цветет в разное время, с весны по осень. Некоторые клоны могут цвести несколько раз в год.
Наиболее предпочтительна посадка на блок, возможна посадка в небольшую корзинку для эпифитов, пластиковый или керамический горшок диаметром 7,5 см или меньше, с очень рыхлым, быстро просыхающим субстратом. 
Субстрат — смесь сосновой коры мелкой и средней фракции (кусочки от 0,3 до 1,0 см), перлита и древесного угля.
Свет: 12000-18000 люкс. Растение крайне теневыносливо. При содержании в условиях яркого освещения останавливается в росте и не цветет.
Относительная влажность воздуха: 65-80%.
В период активной вегетации полив обильный, зимой полив сокращают. Растения не должны оставаться сухими в течение длительного времени. 
Важно соблюдать нейтральный баланс pH так как Aerangis citrata не переносит накопления солей в субстрате и покрывающем корни веламене. Для полива растений используется вода прошедшая очистку обратным осмосом с добавлением специально рассчитанных доз удобрений. 
Наличие движения воздуха вокруг корневой системы уменьшает риск возникновения бактериальных и грибковых инфекций.
Удобрения с высоким содержанием азота предпочтительны в период с весны до середины лета, с высоким содержанием фосфора — в конце лета и осенью. Зимой растения не удобряют.